# Rachele La Rotonda Compagnone

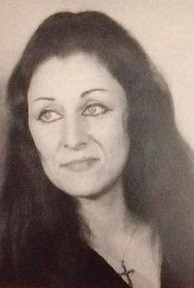
Rachele La Rotonda Compagnone

Rachele La Rotonda Compagnone (Nocera Inferiore, 11 settembre 1934 – Salerno, 26 gennaio 2021) è stata una pittrice, scrittrice e poetessa italiana.

## Biografia
Rachele La Rotonda nasce a Nocera Inferiore (provincia di Salerno) l'11 Settembre 1934. Figlia di Adele Leo, insegnante, e di Augusto La Rotonda fine pittore di paesaggi, nonché pronipote, per parte paterna, di Vincenzo Volpe, Presidente dell'Accademia di Belle Arti di Napoli dal 1915 al 1925. Primogenita di altri due figli: Renata, che in seguito farà l'insegnante ed Alfonso Maria che, dopo la laurea in legge ed un concorso nella Polizia di Stato arriverà giovanissimo alla nomina di Questore che eserciterà in varie città italiane per molti anni. All'anagrafe viene dichiarata Rachelina ma la famiglia e gli amici la chiamano Kelly, Chellina e anche Chelina. Chelina vive i primi tre anni di vita a Nocera Inferiore, poi la famiglia si trasferisce a Castellammare di Stabia dove in seguito proseguirà gli studi in un Liceo Classico. Sin da bambina è affascinata dal mondo della pittura. Segue il padre nelle numerose mostre personali e collettive con il gruppo del Vomero di cui faceva parte con Franco Girosi, Carlo Striccoli, Giovanni Brancaccio, Guido Casciaro ed Alberto Chiancone, nonché i critici Piero Girace e Carlo Barbieri. Intanto mentre frequenta gli studi classici, i suoi interessi si allargano anche alla lettura dei principali poeti contemporanei italiani e stranieri.
Nel 1965 pubblica la prima raccolta di poesie dal titolo “Nel tempo Vulcano” Editore Pellerano del Gaudio,  con prefazione del Professore Pasquale Lamanna. Seguono poi altri sette libri.
Nel 1974 esce “Fuori l'illusione” Editore Trevi, con prefazione di Domenico Rea,  finalista al premio Ancona, che le diede l'occasione di conoscere Luigi Compagnone a cui aveva inviato una copia del libro augurandosi una recensione, che poi avvenne sulla Fiera Letteraria del 15 dicembre del 1974. Da quel momento nascerà una profonda stima e amicizia e il 3 dicembre 1983 Luigi Compagnone sposerà Rachele La Rotonda. 
Della sua opera poetica hanno scritto in positivo: Luigi Compagnone, Carlo Bo, Giovanni Arpino, Maria Luisa Spaziani, Margherita Guidacci, Maurizio Cucchi, Felice Piemontese, Domenico Rea e, Mario Pomilio e Achille di Giacomo.
Nel frattempo continua la sua attività di pittrice dallo stile principalmente espressionista e surrealista. Con le sue mostre ha raccolto ampi consensi critici: Michele Buonomo, Gennaro Borrelli, Luigi Compagnone, Vitaliano Corbi, Francesco D'Episcopo, Gino Grassi, Giuseppe Antonello Leone, Lina Mangiacapre, Felice Piemontese, Ugo Piscopo, Michele Prisco, Paolo Ricci, Ciro Ruju, Angelo Trimarco, Myriam Urga.

## Mostre personali di pittura
- Centro d'arte e di cultura “Frate Sole” – Cava de' Tirreni (Salerno) - dal 16 al 24 Novembre 1979
- La Bouatte di Salerno – 1980 - con l'esposizione di 25 olii
- Circolo Docenti Castellamare di Stabia – 2 -17 Dicembre 1981
- Olii - Terme Stabiane – dal 1 al 10 settembre 1982
- Mediterranea Galleria d'Arte – Napoli dal 16 al 27 Aprile 1985
- Mostra Antologica: Istituto Italiano per gli Studi Filosofici in Palazzo Serra di Cassano – Napoli – dal 9 al 28 Dicembre 1991 (mostra antologica)

## Libri pubblicati
- 1965 - Nel tempo Vulcano – Editore Pellerano del Gaudio;
- 1973 -  La Trottola -  Editore Rebellato;
- 1974 - Fuori l'illusione - Editore Trevi (con prefazione di Domenico Rea) - finalista al premio Ancona;
- 1975 - Ago di ghiaccio - Nuovedizioni Enrico Vallecchi;
- 1978 - Gli Ombrelli del cielo - Editore Salvatore Sciascia -  collana I Quaderni di Galleria a cura di Leonardo Sciascia;
- 1980 - I Palazzi dei Mercanti - Nuovedizioni Enrico Vallecchi - Primo Premio Traiano di poesia 1982 – Benevento;
- 1990 - L'amore difficile - Edizioni Ripostes (con prefazione Mario Pomilio)
- 2000 -  Affresco sulle mura - Edito da Piero Magni
- 2018 - Archi di Fuoco - Pietro Graus Editore

## Premi ricevuti per la poesia
- 1956 Premio Torino
- 1974 - Finalista alla I Edizione del Premio Letterario Città di Ancona con “Fuori l'illusione” Editore Trevi
- 1975 – Premio Nazionale di Poesia “Città di Tagliacozzo”: targa del Sottosegretario sen. Giuseppe Fracassi per la poesia inedita
- 1979 – Finalista al VI° Premio Nazionale di Poesia Inedita “Marina di Palese”
- 1981 – Finalista al Premio Letterario Nazionale “Il Ceppo” - Pistoia
- 1982 - Vincitrice V Edizione del Premio Traiano con “I palazzi dei Mercanti” edito da Nuevedizioni Enrico Vallecchi